# Laétrile
Le laévomandélonitrile, plus connu sous le nom de laétrile, est un composé organique, souvent confondu avec l'amygdaline, dont il peut être un des produits par hydrolyse. Le laétrile est une molécule semi-synthétique, brevetée aux États-Unis[réf. nécessaire], qui partage une partie de sa structure avec l'amygdaline.
Le laétrile a été vendu sous le nom de « vitamine B17 », mais n'est pas reconnu comme une vitamine, malgré la tentative du chimiste Ernst T. Krebs (en) de la faire reconnaître comme telle. Cette molécule a été utilisée dans d'autres traitements du cancer. Une méta-analyse de la littérature considère que son efficacité est insuffisamment démontrée car aucune étude positive n'atteint les critères de qualité requis par les auteurs, et que les risques d'intoxication au cyanure outrepassent les avantages de cette thérapie. 
Les études scientifiques sur cette activité sont contradictoires, par exemple une étude de 1998[réf. à confirmer] fait état d’une activité ciblée sur des cellules tumorales in vitro, alors que le résumé du National Cancer Institute stipule qu'une faible activité anticancéreuse a été constatée dans les études animales et qu'aucune activité n'a été constatée dans les essais cliniques humains (en citant néanmoins des études présentant des résultats positifs).
En tout état de cause, la Food and Drug Administration des États-Unis n'a jamais autorisé son utilisation,.
Son utilisation présente des risques d'intoxication au cyanure,.